# Le quattro piume (film 2002)
Le quattro piume (The Four Feathers) è un film del 2002 diretto da Shekhar Kapur, con Heath Ledger, Wes Bentley e Kate Hudson, sesta versione cinematografica dell'omonimo romanzo di Alfred Edward Woodley Mason del 1902.

## Trama
1884, Harry Faversham è un ammirato cadetto dell'esercito britannico, prossimo alle nozze con Ethne, con un brillante futuro davanti, quando la sua vita va in pezzi per la notizia che in Sudan è in corso una rivolta a cui il suo reggimento è chiamato a rispondere. Entrato nell'esercito senza alcuna vocazione, solo per compiacere le aspettative del padre generale, Harry non vuole affrontare la guerra e rassegna le dimissioni. Viene ripudiato dal padre e riceve da tre amici commilitoni e dalla fidanzata quattro piume bianche, simbolo di codardia e disonore. Solo il suo miglior amico, Jack Durrance, per quanto non possa comprendere la sua drastica scelta, non rinnega la profonda amicizia.
Una volta compreso che è stato un errore farsi sopraffare dalla paura e abbandonare gli amici, Harry raggiunge a sua volta il fronte dove, camuffato da arabo, tenta di aiutarli a suo modo. In questa sua guerra clandestina è affiancato dal misterioso indigeno Abou Fatma, che l'ha salvato dalla morte nel deserto. Scoperto che il reggimento sta per cadere in un'imboscata, manda Abou ad avvertire gli inglesi, inutilmente: non solo l'avvertimento viene ignorato, ma Abou viene trattato da nemico. Il reggimento è massacrato, Harry riesce a salvare solo Jack che, rimasto accecato, non sa chi sia il suo salvatore.
Scoperte le affettuose lettere che Jack e Ethne si sono scambiati in quei mesi, Harry capisce che non c'è per lui un futuro in patria. Quindi, mentre Jack rientra in Inghilterra e si fidanza con Ethne, Harry tenta di salvare un altro dei suoi amici, Trench, catturato dai ribelli, facendosi imprigionare anche lui. Le terribili condizioni di vita della prigione arrivano quasi a spezzare la resistenza dei due inglesi, ma il decisivo intervento di Abou li salva entrambi. Tornato infine a casa, riabilitato agli occhi di tutti per le sue imprese, Harry ritrova Jack e Ethne, prossimi alle nozze, ed è disposto a non intervenire, ma Jack, consapevole che lei continua ad amare l'altro e scoperto che lui è stato il suo salvatore in Sudan, decide di farsi da parte e di lasciare una nuova occasione agli amanti ritrovati.

## Accoglienza

### Incassi
Il film è stato un insuccesso dal punto di vista degli incassi. A fronte del budget iniziale di produzione di 35.000.000 di dollari, ha incassato 18 milioni di dollari negli Stati Uniti e circa 30 nel mondo: neanche fra i primi cento film del 2002.

### Critica
Il film ha ricevuto critiche miste. Su Rotten Tomatoes detiene un voto del 41% basato su 150 recensioni, con un voto medio di 5,39/10.